# Церковь Спаса в Рядах
Церковь Спаса в Рядах — пятиглавая православная церковь середины XVIII века, которая входит в ансамбль Торговых рядов города Кострома.

## Постройка
Первое упоминание о Спасской церкви относится к 1628 году, когда в писцовой книге по Костроме упоминается о пустующем на торгу церковном месте, а «церковь была Всемилостивого Спаса Происхождение честных дерев Животворящего Креста». А уже в шестидесятых годах XVIII века попечением купца Стефана Семёновича Белова был возведён каменный Спасский храм в традициях архитектуры допетровского времени — пятиглавый, бесстолпный, одноабсидный — освящение которого состоялось в 1766 году.

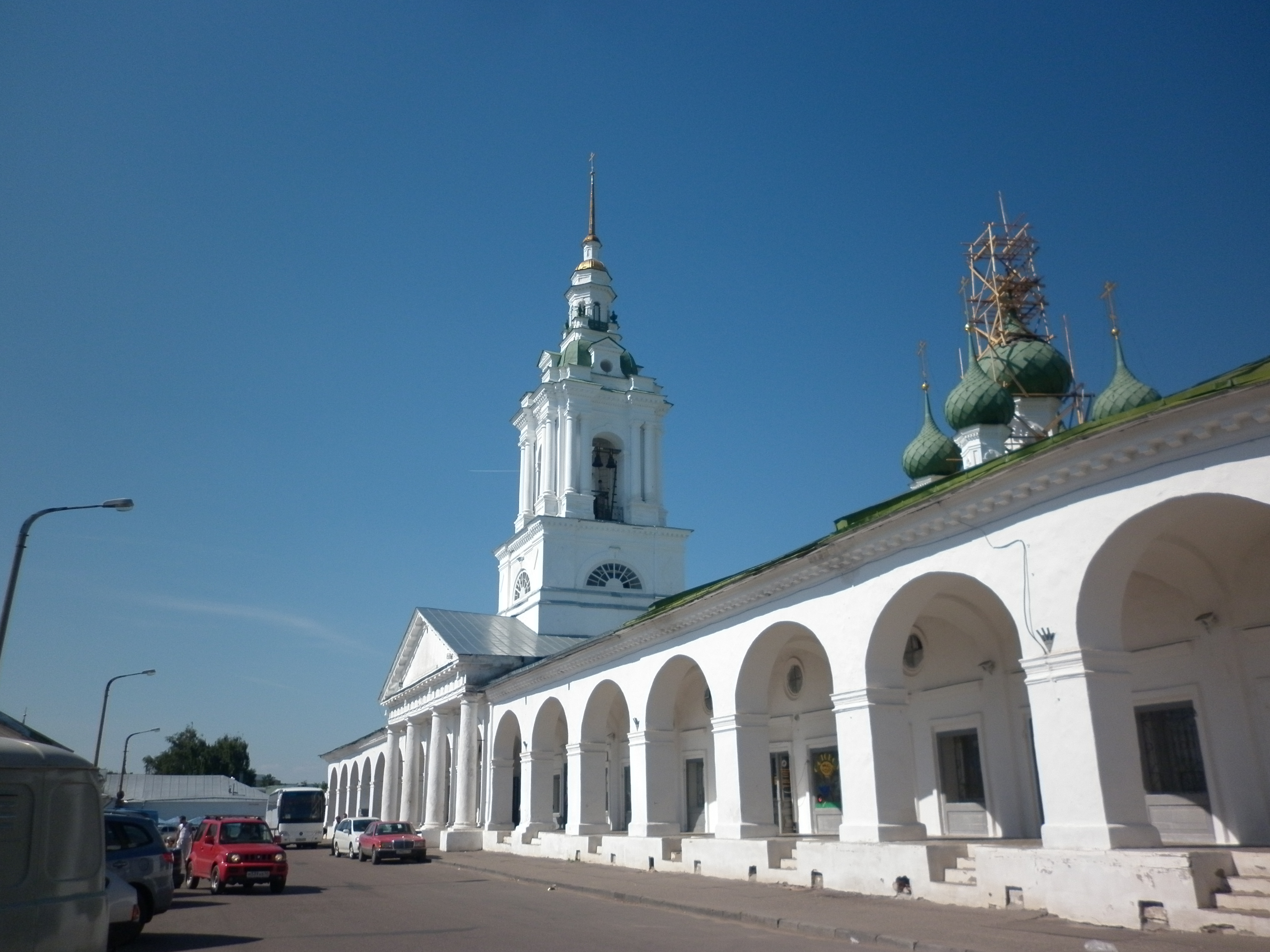
Спасская церковь со стороны Красных рядов.

В 1787 году городовым магистратом принято решение согласно новому генеральному плану 1781 года о строительстве Гостиного двора, проект которого с указанием лишь общих размеров составил главный архитектор наместничества К. Клер. По этому плану церковь оказалась во внутреннем пространстве Гостиного двора (Красных рядов), именно тогда разобрали уже имевшуюся старую церковную колокольню. Взамен ей архитектор С. А. Воротилов, получивший подряд на строительство Гостиного двора, в 1791—1792 годах выстроил новую колокольню в стиле позднего барокко. В ходе работ С. Воротилов значительно обогатил проект, устроив снаружи рядов колоннаду и воздвигнув над воротами со стороны Волги колокольню. Приехавший к концу постройки в Кострому К. Клер счел, что изменения, внесенные С. Воротиловым в первоначальный проект, испортили его и что колокольня весьма ненадежно решена в инженерном отношении и может вот-вот рухнуть. Дело дошло до суда. Но в ноябре 1792 г. в расцвете творческих сил С. Воротилов умирает, и работы по строительству рядов и колокольни завершают его сын Пётр и брат Ефрем.
Начало XIX века (1803—1808 гг.) ознаменовалось в истории храма тем, что к нему пристроили тёплый придел в честь Покрова Пресвятой Богородицы. В начале XX века причт храма состоял из священника и псаломщика.

## Новейшее время
В 1929 году храм Спаса в Рядах закрыли. С 1930 года в помещении бывшего храма располагался антирелигиозный музей, но, уже в конце тридцатых годов, храмовую колокольню и главы разобрали, а церковь стала использоваться как складское помещение. В 1974—1976 годах архитекторы Л. С. Васильев и В. С. Шапошников воссоздали колокольню и главы храма, но без крестов. В 1992 году на главы и колокольню установили кресты. С 1986 по 2007 год в храме располагался выставочный зал историко-архитектурного музея-заповедника. С 2007 года храм передан епархии.

## Реликвии и росписи храма
До революции в храме почиталась храмовая икона в честь Происхождения честных древ Животворящего Креста Господня. Эта икона была украшена золотом и серебром, жемчугом и драгоценными камнями. Также в храме почитался образ святых мучеников и исповедников Гурия, Самона и Авива.

## Часовня Спаса в Овощных рядах
В Овощных (Табачных) рядах рядом с храмом Спаса находилась Спасская часовня, которая принадлежала Успенскому кафедральному собору. Когда построили Овощные ряды (1819—1824 годы) часовню включили в торцевую часть рядов.

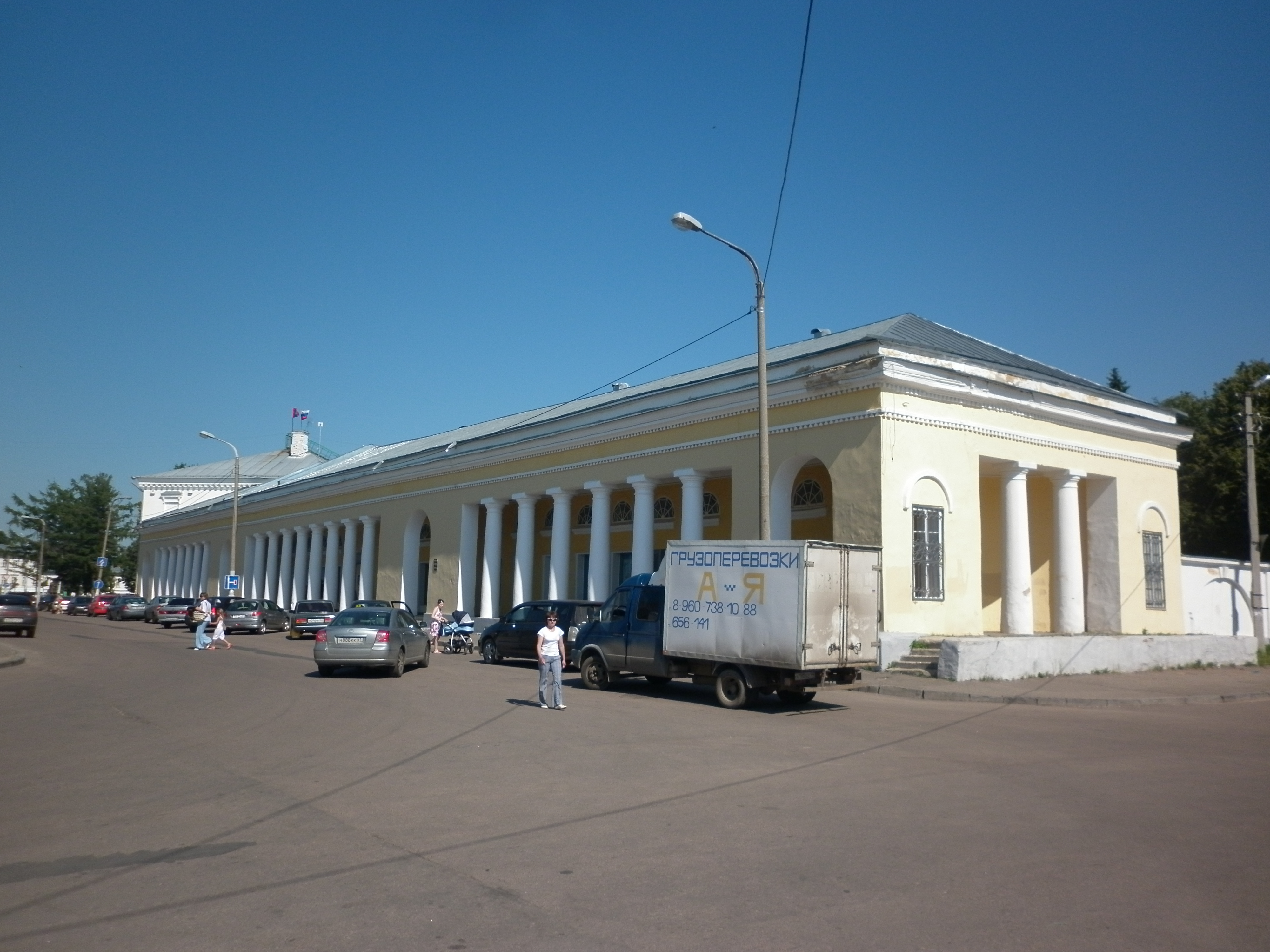
Часовня Спаса в Овощных рядах (рядом с ГАЗелью).

 В семидесятых годах XIX века часовня была перестроена в русско-византийском стиле. В 1962—1963 годах в ходе реставрации Овощных рядов под руководством Л. С. Васильева часовня отчасти получила свой первоначальный вид, а сейчас используется как подсобное помещение.